# Rodovia Amaral Peixoto
A RJ-106, ou Rodovia Amaral Peixoto, é uma rodovia do estado do Rio de Janeiro. Com cerca de 200 quilômetros de extensão, liga a RJ-104, no município de São Gonçalo, à BR-101, no município de Macaé.

## Sobre a rodovia
Criada nos anos 1940 com o prefixo de RJ-5, parte do bairro gonçalense de Tribobó, atravessa diversos outros municípios, entre eles, Maricá, Saquarema, Araruama, Iguaba Grande, São Pedro d'Aldeia, Cabo Frio, Casimiro de Abreu, Rio das Ostras e Macaé. É uma das mais importantes rodovias da Região dos Lagos, sempre com grande movimento de veículos, sobretudo durante o verão.
Os 30 quilômetros iniciais da rodovia, entre Tribobó em São Gonçalo e Maricá, foram duplicados nos anos de 1999 e 2002 na gestão de Anthony Garotinho. O trecho que corta o município de São Pedro D'Aldeia também se encontra duplicado. O restante do trajeto é feito em pista simples, sendo o trecho entre Maricá e Saquarema considerado o mais perigoso, por não ter acostamento e por ter curvas muito fechadas e sinuosas, principalmente na Serra de Mato Grosso, no limite entre os dois municípios. Nesse trecho, há um posto do Comando de Policiamento Rodoviário da Polícia Militar fluminense para auxílio dos motoristas e patrulhamento da via. O DER-RJ planeja duplicar este trecho, tendo um túnel sob a Serra de Mato Grosso, eliminando a pista de mão dupla na subida da serra, mas ainda não há previsão para o início das obras. 
Existe também um grave problema, que se situa entre os bairros de Rio do Ouro e Várzea das Moças, bairros bi municipais de Niterói e São Gonçalo. A falta de uma avenida própria entre os dois bairros provoca uma sobreposição de funções da RJ-106, que deveria priorizar o tráfego de ligação de Tribobó e Maricá ou Região dos Lagos, não podendo ser a única via larga de ligação entre dois bairros vizinhos de Niterói e de São Gonçalo. Isso cria um sério problema de mobilidade urbana, podendo refletir na economia, comprometendo o trânsito de caminhões de mercadorias a serem distribuídas em localidades como as de Maricá e Saquarema. 
Em 2011, foi anunciada pela prefeitura de Macaé a duplicação do trecho da rodovia entre Rio das Ostras e Macaé, o que ainda não ocorreu.
Já em 2019 foi iniciada outra obra, com previsão de término em 2021, para duplicação da via, no trecho entre São Pedro da Aldeia até a Fazenda Campos Novos, em Tamoios, Cabo Frio.

## Municípios Abrangidos
- Niterói
- São Gonçalo
- Maricá
- Saquarema
- Araruama
- Iguaba Grande
- São Pedro d'Aldeia
- Cabo Frio
- Casimiro de Abreu
- Rio das Ostras
- Macaé

## Marcos Rodoviários
- Km 0 - No bairro de Tribobó, em São Gonçalo, a RJ-104 se transforma na RJ-106; e entre o Fonseca e Tribobó, a RJ-106 recebe o nome de RJ-104.  Ambas são denominadas como Rodovia Amaral Peixoto. Só que a RJ-104, após o trevo de acesso a RJ-106, passa a ter seu trecho chamado de Niterói-Manilha, quando se encontra com as rodovias federais BR-101 e a BR-493 que liga Manilha, em Itaboraí a Magé e as rodovias BR-040 e BR-116 para acesso às cidades de Petrópolis e Teresópolis.
- Km 2,0 - Arsenal
- Km 5,7 - Ipiíba
- Km 6,0 - Rio do Ouro (Trecho de São Gonçalo)
- Km 6,2   - Limite de Municípios: São Gonçalo - Niterói
- Km 6,5   - Acesso a Itaipu, Camboinhas e Piratininga, na Região Oceânica de Niterói (via RJ-108 em Várzea das Moças).
- Km 7,0     - Rio do Ouro (parte de Niterói
- Km 10,0    - Calaboca (São Gonçalo)
- Km 14,0    - Limite de Municípios: Niterói - Maricá
- Km 15,0    - Inoã. Acesso a Itaipuaçu, Maricá
- Km 17,0    - Acesso a Itaipuaçu (via Estrada do Cajueiros)
- Km 21,0    - São José do Imbassaí
- Km 24,0    - Ponta Grossa
- Km 25,0    - Parque Nanci
- Km 26,0    - Itapeba
- Km 28,5  - Acesso a Maricá (via Av. Francisco Sabino da Rocha)
- Km 30,6  - Cruzamento com a RJ-114. Acesso a Maricá, Barra de Maricá (9 km) e RJ-102 (9 km), para a direita; e BR-101 (22 km) e Itaboraí (26 km), para a esquerda
- Km 37,2 - Acesso a Bambuí, Maricá
- Km 40,6 - Manoel Ribeiro. Acesso a Ponta Negra (6 km), Jaconé (16 km) e Sampaio Corrêa, via litoral, evitando-se a serra (22 km). RJ-118
- Km 41,0 -  Rio Caranguejo
- Km 41,7 - Serra do Mato Grosso (início) Acesso a Ponta Negra
- Km 45,0 - Limite de Municípios: Maricá - Saquarema (Alto da Serra)
- Km 50,9 -  Rio Roncador
- Km 54,3 - Sampaio Corrêa. Acesso a Jaconé (7 km) . RJ-118
- Km 58,4 -  Rio Tinguí
- Km 69,3 - Bacaxá
- Km 70,7 - Acesso à Via Lagos (11 km) , via Estrada do Palmital
- Km 71,0 - Acesso a Saquarema (6 km), via Avenida Saquarema
- Km 76,7 -  Rio Ibicuíba
- Km 79,0 - Limite de Municípios: Saquarema - Araruama
- Km 79,8 - Acesso a Praia Seca (6 km), via Avenida Praia Seca
- Km 80,9 - São Bento
- Km 85,0 - Araruama
- Km 85,2 -  Rio Mataruma
- Km 88,0 - Acesso à RJ-138 (2 km), RJ-136 (6 km), RJ-124 (10 km)
- Km 90,9 -  Rio Papicu
- Km 97- Limite de Municípios: Araruama - Iguaba Grande
- Km 97 - Iguaba Pequena
- Km 99,3 - Iguaba Grande
- Km 99,9 -  Rio Iguaba
- Km 100,0 - Acesso à RJ-124 via Estrada do Arrastão (2 km)
- Km 102,7 - Limite de Municípios: Iguaba Grande - São Pedro d'Aldeia
- Km 105,0 -  Praia das Carapebas
- Km 107,5 - Entroncamento com a Via Lagos. Acesso à BR-101 (58 km)
- Km 111,7 - Trevo de São Pedro, e entroncamento com a RJ-140. Acesso a São Vicente (22 km), Silva Jardim (42 km) e BR-101 (48 km), para a esquerda; e São Pedro d'Aldeia (2 km), Cabo Frio (13 km), Arraial do Cabo (23 km) e Búzios (32 km), para a direita
- Km 112,5 -  Adutora Juturnaíba
- Km 115,0 - Limite de Municípios: São Pedro d'Aldeia - Cabo Frio
- Km 125,1 -  Canal dos Tamoios
- Km 126,4 - Tamoios
- Km 127,3 - Acesso a Búzios (22 km)
- Km 125,1 -  Rio Una
- Km 133,0 - Unamar
- Km 136,0 - Aquarius
- Km 141,6 - Limite de Municípios: Cabo Frio - Casimiro de Abreu: Rio São João
- Km 142,3 - Barra de São João
- Km 148,7 - Entroncamento com a Rodovia Serramar. Acesso a Rio Dourado (15 km) e à BR-101 (16 km)
- Km 149,1 - Limite de Municípios: Casimiro de Abreu - Rio das Ostras
- Km 151,2 - Rio das Ostras
- Km 153,0 -  Rio das Ostras
- Km 164,6 - Balneário das Garças
- Km 166,6 - Limite de Municípios: Rio das Ostras - Macaé:  Canal Imboassica
- Km 167,1 - Parque de Tubos (Petrobras)
- Km 174,5 - Entroncamento com a Linha Verde
- Km 175,8 -  Praia dos Cavaleiros
- Km 176,5 -  Praia Campista
- Km 178,0 - Macaé
- Km 179,3 - Entroncamento com a RJ-168. Acesso à BR-101 (17 km)
- Km 179,5 -  Rio Macaé
- Km 181,3 - Acesso ao Aeroporto de Macaé
- Km 184,0 - Parque Aeroporto
- Km 186,0 - Barreto
- Km 189,1 - Cruzamento com Via Férrea (Linha Niterói-Campos)
- Km 191,2 - Cabiúnas. Entroncamento com a RJ-178. Acesso a Carapebus (15 km) e a Quissamã (40 km)
- Km 192,5 - Terminal Cabiúnas da Petrobras
- Km 201,2 - Fim, no entroncamento com a BR-101, na altura de Cabiúnas, Macaé.